# Ожма
Ожма — река в России, протекает по Муезерскому району Карелии, менее чем в 5 км от государственной границы.
Вытекает из озера Эльмут, Впадает в озеро Ожма (часть озера Колвас). Длина реки составляет 25 км, площадь водосборного бассейна — 178 км².

## Данные водного реестра
По данным государственного водного реестра России относится к Балтийскому бассейновому округу, водохозяйственный участок реки — Реки Карелии бассейна Балтийского моря на границе РФ с Финляндией, включая оз. Лексозеро. Относится к речному бассейну реки Реки Карелии бассейна Балтийского моря.
Код объекта в государственном водном реестре — 01050000112102000009925.